# Babak Najafi
Babak Najafi Karami (in persiano: بابک نجفی; Tehran, 14 settembre 1975) è un regista e sceneggiatore iraniano naturalizzato svedese.

## Biografia
Najafi è nato in Iran ed è arrivato in Svezia come rifugiato all'età di 11 anni, quando la sua famiglia è fuggita dalla guerra Iran-Iraq.  Due dei suoi fratelli rimasero a Teheran e ci vollero undici anni prima che si incontrassero di nuovo. La famiglia si stabilì a Uppsala, dove trascorse la sua infanzia. Tra il 1998 e il 2002, ha studiato regia presso il Dramatiska Institutet.
Terminati gli studi di cinema ha scritto e diretto vari cortometraggi, tra cui Elixir (2004) che gli ha valso una borsa di studio. Nel 2010 ha debuttato alla regia cinematografica con il film Sebbe, che ha vinto il Guldbagge Award come miglior film e ha ottenuto una candidatura come miglior regista. Sebbe ha ottenuto riconoscimenti anche al Festival di Berlino 2010, dove era in competizione nella categoria Generation 14Plus, vincendo il premio come miglior opera prima.
Nel 2012 dirige Snabba cash II con Joel Kinnaman, sequel di Snabba cash. Dopo aver diretto alcuni episodi della serie televisiva Banshee - La città del male, Najafi ha diretto il suo primo film in lingua inglese, Attacco al potere 2, sequel di Attacco al potere - Olympus Has Fallen del 2013. Nel 2018 dirige Proud Mary, film d'azione con protagonista Taraji P. Henson.

## Filmografia

### Regista
- Sebbe (2010)
- Snabba cash II (2012)
- Attacco al potere 2 (London Has Fallen) (2016)
- Proud Mary (2018)